# NGC 4631
NGC 4631 is een balkspiraalstelsel in het sterrenbeeld Jachthonden. Het hemelobject ligt 25 miljoen lichtjaar van de Aarde verwijderd en werd op 20 maart 1787 ontdekt door de Duits-Britse astronoom William Herschel. Dit sterrenstelsel is ongeveer even groot als het Melkwegstelsel. Dankzij de opmerkelijke vorm van dit stelsel, te vergelijken met een walvis, kreeg het de bijnaam Walvismelkwegstelsel (Whale galaxy).

## Synoniemen
- UGC 7865
- IRAS 12396+3249
- MCG 6-28-20
- KCPG 350A
- ZWG 188.16
- Arp 281
- KUG 1239+328B
- PGC 42637